# Nono-chan
Nono-chan (яп. ののちゃん, «Ноно-тян») — ёнкома японского автора Хисаси Исии, выходящая с 1991 года под названием «Соседи Ямада» (яп. となりのやまだ君 тонари но ямада-кун) в Asahi Shimbun. Первоначально в манге рассказывалось обо всех членах семьи Ямада, но впоследствии дочь Ноноко («Ноно-тян») стала самым популярным персонажем среди читателей, и большая часть сюжетов посвящалась ей, или же рассказ вёлся от её лица. В 1997 году название манги было изменено на Nono-chan. В 1999 году Studio Ghibli выпустила полнометражное аниме под названием «Мои соседи Ямада». С 2001 по 2002 года по TV Asahi также транслировался аниме-сериал, созданный по мотивам этой манги.

## Персонажи
- Ноноко Ямада (яп. 山田のの子 Yamada Nonoko) — главная героиня манги, ученица младших классов. В аниме-сериале роль озвучивает Икуэ Отани[источник не указан 1424 дня].
- Мацуко Ямада (яп. 山田まつ子 Yamada Matsuko) — мать Ноно, домохозяйка. Постоянно озабочена вопросом, что приготовить на ужин. Роль озвучивает Кэйко Ямамото[источник не указан 1424 дня].
- Такаси Ямада (яп. 山田たかし Yamada Takashi) — отец семейства, обыкновенный саларимен и усердный сотрудник. Увлекается патинко и гольфом. Роль озвучивает Хидэюки Танака[источник не указан 1424 дня].
- Нобору Ямада (яп. 山田のぼる Yamada Noboru) — старший брат Ноно, старшеклассник. Роль озвучивает Ясухиро Такато[источник не указан 1424 дня].
- Сигэ Ямано (яп. 山野しげ Yamano Shige) — мать Мацуко, семидесятилетняя бабушка Ноно. Энергичная и упрямая старушка. Роль озвучивает Рэйко Судзуки[источник не указан 1424 дня].